# The Protector - La legge del Muay Thai
The Protector - La legge del Muay Thai (Tom-Yum-Goong) è un film del 2005 diretto da Prachya Pinkaew.
Il film thailandese vede il ritorno di Tony Jaa come attore-protagonista nei film della Sahamongkol Film International.

## Trama
Kham è l'ultimo discendente di una famiglia di guardie degli elefanti da guerra del Re della Thailandia, nel suo caso Por Yai e il suo cucciolo Kohrn, con i quali è cresciuto sin da piccolo a stretto contatto; tradizionalmente, a guardia del Re vengono scelti solo gli elefanti più belli, sani e forti, che vengono così accuditi con molta cura. Durante il festival di Songkran, a cui Kham partecipa insieme al padre, i due elefanti vengono rapiti dal capo criminale Suthep e da suo figlio, che collaborano con dei bracconieri, tramite un finto concorso. Raggiunta la casa di Suthep, Kham sgomina i bracconieri, cattura il capo dei malviventi e viene a sapere che gli elefanti sono in mano di Johnny, un malvivente vietnamita che dirige il Tom Yum Goong Otob, un ristorante thailandese a Sydney, in Australia.
Raggiunta Sydney, Kham viene subito preso in ostaggio da un falso tassista. Gli ufficiali di polizia Mark e Rick (metà thailandesi e metà australiani) raggiungono e mettono il rapitore con le spalle al muro; a loro si aggiunge però un terzo poliziotto, Vincent, che aveva seguito Kham da quando aveva lasciato l'aeroporto. Vincent fredda il rapitore con un colpo di pistola e poi prova a sparare a Kham; quando Mark gli chiede il motivo delle sue azioni, Vincent risponde ordinando ai compagni di prendere in custodia il thailandese, in quanto non era un ostaggio. Dopo che Kham spiega la situazione (omettendo però che sta cercando i suoi elefanti), la polizia avvista Johnny nel proprio ristorante: Kham chiede alla polizia di arrestarlo, ma i poliziotti rispondono che serve la prova per un crimine da lui commesso; amareggiato, Kham fa sbandare la volante, sfugge ai poliziotti e segue Johnny fino a un ponte, ma lo perde di vista ed è costretto a combattere contro le sue guardie del corpo. Sgominatele, Kham si fa dire da una di loro dove si trova il nascondiglio di Johnny, il quale, venuto a sapere di essere stato stanato fin lì, prende tempo mandando vari sicari contro Kham. Quest'ultimo sopravvive, ma si addormenta esausto in una viuzza, salvo poi venire portato dalla prostituta Pla, che l'ha visto mentre inseguiva Johnny, nel proprio appartamento.
Dopo che Kham si sveglia e sfugge di nuovo alla polizia, Mark e Rick vengono sollevati dal caso e riassegnati come guardie del corpo per il commissario, che dovrà incontrarsi con il signor Sim. Durante l'incontro, nel quale Pla funge da danzatrice e servitrice per i due uomini, Sim e il commissario vengono entrambi uccisi da un sicario di Vincent. Mark e Rick rintracciano l'assassino, beccato dalla telecamera del commissario, e lo inseguono, ma Vincent uccide Rick e scarica la colpa a Mark, il quale tenta invano la fuga.
Con l'aiuto di Pla, Kham entra nel ristorante di Vincent, dove si fa strada verso l'area VIP e raggiunge la sala da pranzo in cima, dove si trovano Johnny e i suoi uomini; quest'ultimo deride il giovane thailandese e gli mostra la campana di Khorn. Furibondo, Kham sgomina lui e le guardie del corpo, per poi raggiungere un magazzino dove si trovano numerosi animali esotici pronti a essere macellati e trasformati in pietanze; lì, il giovane salva Mark e Kohrn, per poi fuggire di nuovo dalla polizia e dirigersi verso un monastero buddhista. Arrivato a stanarli lì, Johnny dà fuoco al monastero; Mark e Kham, già usciti, tornano indietro, credendo che gli abitanti dell'edificio siano in pericolo. Kham viene però affrontato da un combattente di capoeira, uno spadaccino wushu e il lottatore di wrestling T.K.: Kham sconfigge i primi due campioni, ma non riesce a battere T.K. e riesce a fuggire solo con l'aiuto di Mark. Il mattino dopo, i due si separano: Kham continua la sua ricerca, mentre Mark viene scoperto dalla polizia, che però lo lascia andare a patto che questi catturi l'ispettore Vincent, in compagnia di Pla; quest'ultima si rivela essere l'assassino dell'incontro di prima tra il commissario e il signor Sim.
Saputo che, nel frattempo, Madame Rose è diventato il nuovo capo di una gang cinese dopo aver eliminato i due possibili successori, Kham raggiunge una conferenza stampa tenuta da Rose; Kohrn però carica d'assalto la conferenza seminando il panico nella folla e nella gang di Rose, e Kham ne approfitta per sgominare la banda. Mark arresta Vincent, ma quest'ultimo viene ucciso da Johnny. Kham raggiunge invece un'enorme stanza, dove al centro si trova lo scheletro di Por Yai, ricoperto di gemme come regalo per Madame Rose. Furibondo, Kham attacca con estrema brutalità e fa a pezzi gli uomini di Rose; T.K. ritorna accompagnato da altri tre campioni, e nello scontro che segue Kham viene scaraventato contro lo scheletro d'elefante. Vedendo cadere due ossa delle zampe, Kham capisce che i tendini sono un punto debole molto vulnerabile, e sapendo questo usa le estremità affilate per tagliare i tendini dei quattro lottatori e sconfiggerli definitivamente. Rose tenta di fuggire in elicottero, ma Kham sale e durante la lotta il velivolo precipita, con il giovane che cade su una zanna di Por Yai, salvandosi, mentre Rose morirà precipitando.
Ripresosi, Kham si riunisce finalmente con Kohrn, pronto a tornare a casa. Mark viene invece accompagnato da Pla, e viene raggiunto dal suo capo, l'ispettore Lamond, che lo scagiona in quanto la prostituta gli ha dato le sue prove video a favore del poliziotto; reintegrato, Mark viene affiancato da un uomo che parla in thailandese, e riceve un'intervista sull'intera vicenda: Mark spiega che i thailandesi trattano gli elefanti come se fossero i loro fratelli e odiano le persone che li feriscono; amano la pace, ma odiano le persone che distruggono ogni tipo libertà.

## Curiosità
- Nel film è presente un cameo di un attore che imita Jackie Chan.

## Uscita al cinema
- Thailandia: 11 agosto 2005
- Stati Uniti: 8 settembre 2006
- Italia: 3 agosto 2007

## Box office
Il film è uscito nelle sale thailandesi col nome di Tom-Yum-Goong, guadagnando la prima settimana di proiezione ben 1.609.720 di dollari, e rimanendo per due settimane campione d'incassi in madre patria, nazione in cui ha guadagnato in totale 4.417.800 di dollari, rivelandosi quindi un discreto successo sia al cinema che in home video
La Weinstein Company ha distribuito il film in Nord America, usando il nome The Protector, ritenendolo più commerciale. Quentin Tarantino ha presentato il film in anteprima.
Il film è stato proiettato negli Stati Uniti in 1.541 cinema, guadagnando nel primo fine settimana 5.034.180 ml di dollari: secondo la Weinstein Company il film ha incassato 12.044.087 ml di dollari.
Il film ha incassato globalmente 25.715.096 ml di dollari, divenendo un successo per la cinematografia thailandese sia negli Stati Uniti che in Oriente, fino a quel momento povera di successo e di produzione.